# Harvard (Illinois)
Harvard és una ciutat dels Estats Units a l'estat d'Illinois. Segons el cens del 2000 tenia 7.996 habitants.

## Demografia
Segons el cens del 2000, Harvard tenia 7.996 habitants, 2.610 habitatges, i 1.853 famílies. La densitat de població era de 578,1 habitants/km².
Dels 2.610 habitatges en un 39,7% hi vivien nens de menys de 18 anys, en un 53,8% hi vivien parelles casades, en un 11,1% dones solteres, i en un 29% no eren unitats familiars. En el 24% dels habitatges hi vivien persones soles el 10,1% de les quals corresponia a persones de 65 anys o més que vivien soles. El nombre mitjà de persones vivint en cada habitatge era de 3,05 i el nombre mitjà de persones que vivien en cada família era de 3,56.
Per edats la població es repartia de la següent manera: un 30,1% tenia menys de 18 anys, un 12,7% entre 18 i 24, un 31,3% entre 25 i 44, un 16,8% de 45 a 60 i un 9,1% 65 anys o més.
L'edat mediana era de 29 anys. Per cada 100 dones de 18 o més anys hi havia 105,9 homes.
La renda mediana per habitatge era de 44.363 $ i la renda mediana per família de 48.087 $. Els homes tenien una renda mediana de 30.578 $ mentre que les dones 23.750 $. La renda per capita de la població era de 17.253 $. Aproximadament el 6,9% de les famílies i el 9,1% de la població estaven per davall del llindar de pobresa.

## Poblacions més properes
El següent diagrama mostra les poblacions més properes.